# Брендмауер
Це стаття про вид зовнішньої реклами. Про комплекс комп'ютерних програм див. Брандмауер (інформаційна безпека)
Брендмауер — це зовнішня рекламна конструкція, яка кріпиться на вертикальній поверхні будинків або спеціальних конструкціях. Основним завданням брендмауера є інформування суспільства. Виготовляють брендмауер з вінілу.

Брандмауер у Варшаві

Основні особливості брендмауера — дуже великий розмір, обмежений розмірами стіни.